# Vikträsk (sjö, lat 60,18, long 24,27)
Vikträsk är en sjö i Sjundeå kommun i Finland.   Den ligger i landskapet Nyland, i den södra delen av landet, 40 km väster om huvudstaden Helsingfors. Vikträsk ligger 57 meter över havet. I omgivningarna runt Vikträsk växer i huvudsak barrskog. Arean är 11,6 hektar och strandlinjen är 2,5 kilometer lång. Sjön  ingår i Sjundeå å huvudavrinningsområde. 
År 2024 grundade Sjundeå kyrkliga samfällighet ett nytt natruskyddsområde omkring Vikträsk och Ormträsk. Området är terrängmässigt varierande och består huvudsakligen av mosskog mitt i en särskilt naturskön sjömosaik. Även iakttagelser av flygekorre har gjorts på området. Vikträsk badstrand med dess närområde lämnades utanför naturskyddsområdet.